# Onthophagus chineicus
Onthophagus chineicus är en skalbaggsart som beskrevs av Kabakov 1998. Onthophagus chineicus ingår i släktet Onthophagus och familjen bladhorningar. Inga underarter finns listade i Catalogue of Life.